# Domenico Ercole del Rio
Domenico Ercole del Rio (c. 1718 – c. 1802) fue un jurista y ajedrecista italiano. Publicó un libro de ajedrez en 1750, que sería el fundamento de una  obra de Giambattista Lolli trece años más tarde. Considerado como uno de los maestros de Módena compuso numerosos problemas de ajedrez.